# Celia Zuckerberg-Zylbercweig
Celia Zuckerberg-Zylbercweig (8 de enero de 1905 en Chelm, Polonia - ) fue una actriz polca, que iluminó las marquesinas del teatro Yiddish.
Su padre fue un contratista para edificios del gobierno. Completó su educación en el folkshul privado de Clara Morgenstern, en donde también había recibido sus estudios judaicos. Después completó las ocho clases de estudios filológicos en el Gimnasio "Stefan Tsarnetski", continuando sus estudios judaicos con Feivel Fried. Como miembro de la Hashomer Hatzair, participó en una obra bíblica en Hebreo del profesor Vadilovski, y otros círculos dramáticos en las obras "Bar kokhba".
En 1923 viajó a Varsovia, en donde anteriormente había estudiado canto con un maestro privado y por algún tiempo en el conservatorio de la ciudad. En 1924 viajó a Essen, Alemania en donde volvió a estudiar canto.
En 1925 emigra a Argentina, entrando a formar parte del elenco del Teatro Ombu y actúa como primera actriz al lado de los actores Boris Auerbach, Esther Perlman, Jacob Shefner, Itzhak Deutsch entre otros; en las operetas, y con Rudolph Zaslavsky. Más adelante emprende una gira a lo largo y ancho del territorio argentino.
Se casa con el actor Leon Zuckerberg y reaparece en 1927 con él y con los también esposos Morris y Rosa Brown, Morris y Genya Gelber, y con Aaron Aleksandrov en una gira por América del Sur y América Central.
En 1928 actúa en diversas ciudades de Texas y en 1929 es contratada por Moshe Schorr en Baltimore para actuar en la obra "Dos yidishe meydl" de Angel Schorr. Después actúa en Detroit en la Radio en Yiddish de Grushko y participa en un concierto en el teatro Yiddish local.
Los Zuckerberg llegaron a México en 1934 y montaron "Der Dibuk" de Ansky, en Yiddish. También deciden establecerse en México en donde ella actúa como actriz invitada con varios grandes empresarios. Después del fallecimiento de su marido en 1935, actúa con Abe Lax, Jacob Berlin, Zigmunt Turkow y Esther Perlman, al lado de jóvenes promesas como Bessie, Leon y la aclamada Malka Rabinowitz.
Más adelante dirigiría un teatro por su cuenta y regresarìa a la actuación para finalizar prácticamente su carrera actoral y dedicarse al trabajo social. Celia ayudaba a fundar círculos de lectura y escribiendo constantemente en la prensa local acerca de los problemas de la cultura judía.
En 1947 Celia se casó con Zalmen Zylbercweig y se mudó a Nueva York, en donde actuó para la Radio en Yiddish y dirigió bajo el nombre de Celia Silver una página para mujeres en Amerikaner, en donde también publicó sobre la vida y obra de importantes personajes. Desde agosto de 1948, dirigió bajo el nombre de Celia Silver, junto con su esposo, la radio en Yiddish en Los Ángeles. Allí Celia actuó en los conciertos anuales especialmente arreglados para la radio en varios monólogos.
En 1958 Celia visitó Europa y la tierra de Eretz Israel, donde también hizo grabaciones hablando en Yiddish con varias personalidades, entre ellos el presidente Ben-Zvi y su esposa Rachel Yanait. A su regreso, reportó sobre toda una serie de actividades israelíes. La hija de Celia, Shirele, actuó en el papel de su hija en algunas obras y fue concertista de piano.